# Верховини (Красноставський повіт)
Верховини, або Верховина (пол. Wierzchowiny) — колишнє українське село в Польщі, у гміні Сенниця-Ружана Красноставського повіту Люблінського воєводства. Населення — 436 осіб (2011).

## Розташування
Знаходиться на Закерзонні (в історичній Холмщині).

## Історія
За даними етнографічної експедиції 1869—1870 років під керівництвом Павла Чубинського, у селі здебільшого проживали греко-католики, які розмовляли українською мовою.
У 1921 році село входило до складу гміни Рудка Красноставського повіту Люблінського воєводства Польської Республіки.
За переписом населення Польщі 10 вересня 1921 року в селі налічувалося 92 будинки та 517 мешканців, з них:
- 238 чоловіків та 279 жінок;
- 471 православний, 27 римо-католиків, 18 юдеїв, 1 християнин інших конфесій;
- 383 українці, 116 поляків, 4 євреї, 14 осіб іншої національності.

У Верховинах у 1940-ві роки діяла українська школа, закрита восени 1944 року через донос польського учителя на керівника школи. За даними комісії, що займалася справою переселення українського населення з Польщі до України, у селі в 1944 році проживало 469 українців, з них зголосилося виїхати 269 осіб (80 родин). 18 листопада 1944 року відбулося переселення до УРСР 109 мешканців Верховин української національності (35 родин). 6 червня 1945 року польський загін Національних збройних сил чисельністю близько 300 осіб вбив у селі 198 українців, з них 65 дітей. Ті українці, які вижили під час бійні, були переселені в Радянську Україну на початку липня 1945 року.
У 1975—1998 роках село належало до Холмського воєводства.

## Населення
Демографічна структура станом на 31 березня 2011 року:
|          | Загалом | Допрацездатний вік | Працездатний вік | Постпрацездатний вік |
| -------- | ------- | ------------------ | ---------------- | -------------------- |
| Чоловіки | 217     | 44                 | 156              | 17                   |
| Жінки    | 219     | 44                 | 126              | 49                   |
| Разом    | 436     | 88                 | 282              | 66                   |

## Особистості

### Народилися
- Іван Олексеюк (нар. 1940) — український хімік.